# 139 км
139 км (рос. 139 км) — селище у складі Юргинського округу Кемеровської області, Росія.

## Населення
Населення — 11 осіб (2010; 14 у 2002).
Національний склад (станом на 2002 рік):
- росіяни — 100 %